# Rudra no Hihō
Rudra no Hihō (яп. ルドラの秘宝 Рудора но хихо:, «Сокровище Рудр») — японская ролевая игра для приставки Super Nintendo Entertainment System, разработанная и выпущенная в апреле 1996 года компанией Square. Руководителем проекта был назначен Акитоси Кавадзу, главным художником выступил дизайнер Кэйта Амэмия, тогда как музыку для саундтрека сочинил композитор Рюдзи Сасаи, диск, включающий 58 звуковых дорожек, вышел в том же месяце. Игра издавалась исключительно на территории Японии и только на японском языке, однако в 2003 и 2006 годах появились неофициальные переводы, сделанные группами энтузиастов.
Геймплей традиционен для большинства ролевых игр Square тех лет и по своей структуре во многом напоминает издававшиеся параллельно части знаменитой серии Final Fantasy. Тем не менее, есть и отличия, особенно выделяется инновационная система использования магии, позволяющая свободно создавать любые заклинания посредством написания их катаканой. Эта сложная система со знаками японской письменности стала одной из причин отсутствия английской локализации, другая причина — падение популярности консоли SNES в связи с появлением новой революционной системы PlayStation.
Сюжет подвержен существенному влиянию различных индийских религий и философий, в частности центральное место повествования занимает колесо времени, Калачакра, — каждые 4000 лет мир разрушается и воссоздаётся божеством Рудрой. События игры начинаются за 15 дней до начала такого катаклизма, когда вся человеческая цивилизация стоит на пороге полного уничтожения. История разделена на три основных сценария, в каждом из которых главными героями выступают разные персонажи: солдат Сион, священнослужительница Риза и археолог Сурлент. Игрок имеет возможность проходить сценарии в любом порядке и даже оставлять начатые ради прохождения других. Действия персонажей в определённых локациях в определённый временной период вызывают изменения, которые могут проявиться здесь же в других сценариях. Например, если одна группа персонажей оставляет в каком-либо месте священный реликт, то другая группа вполне может обнаружить его во время посещения этого места. После выполнения всех трёх сценариев начинается четвёртый, описывающий путь бродячего вора Дюна и противостояние остальных трёх протагонистов с главными злодеями .